# Hemigraphis venosa
Hemigraphis venosa är en akantusväxtart som beskrevs av C. B. Cl.. Hemigraphis venosa ingår i släktet Hemigraphis och familjen akantusväxter. Inga underarter finns listade i Catalogue of Life.